# Peter Ryan
Peter B. Ryan (Filadélfia, Pensilvânia, Estados Unidos, 10 de junho de 1940 – Paris, França, 2 de julho de 1962) foi um automobilista canadense nascido nos Estados Unidos, que participou do Grande Prêmio dos Estados Unidos de 1961 de Fórmula 1.